# Friedrich von Schmidt

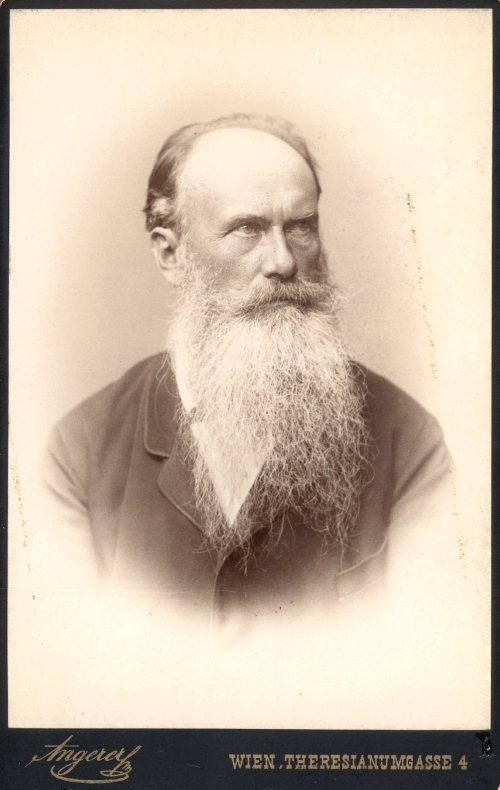
Friedrich Freiherr von Schmidt (1825–1891)

Friedrich Schmidt, a partir de 22 de janeiro de 1886 Friedrich Freiherr von Schmidt (Frickenhofen, Gschwend, Württemberg, 22 de outubro de 1825 – Viena, 23 de janeiro de 1891) foi um arquiteto alemão que trabalhou na Ringstraße, estabelecendo o estilo neogótico. Foi cidadão honorário de Viena.

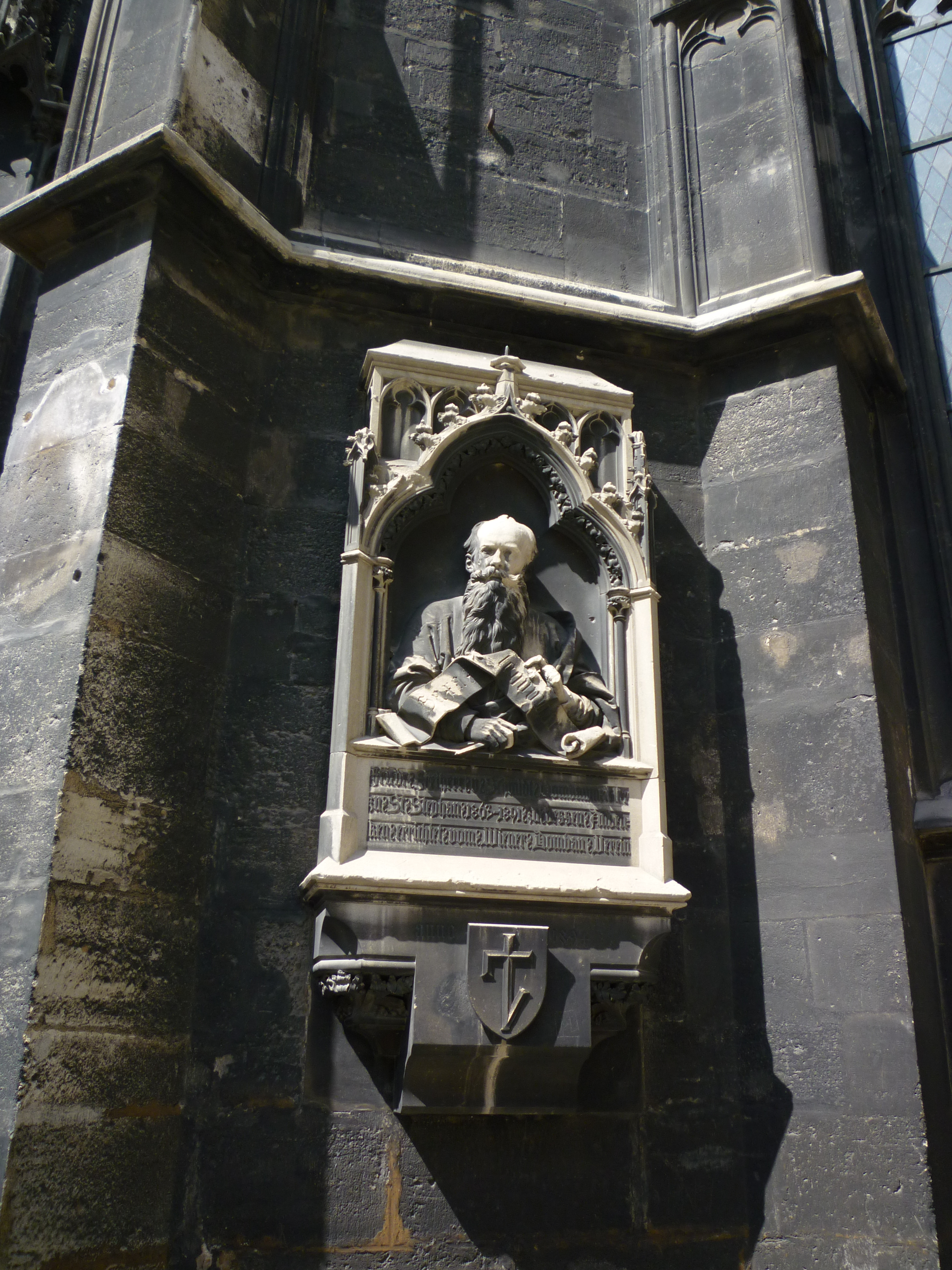
Placa comemorativa na torre sul da Catedral de Santo Estêvão em Viena

Foi o arquiteto da Rathaus de Viena. Está sepultado no Cemitério Central de Viena.